# Razor (band)
 Der er for få eller ingen kildehenvisninger i denne artikel, hvilket er et problem. Du kan hjælpe ved at angive troværdige kilder til de påstande, som fremføres i artiklen.

Razor er et canadisk speed metalband, der blev dannet i 1983 i Guelph, Ontario, Canada. Bandet er anerkendt som pionerer i canadisk thrash metal og er blevet omtalt som ét af landets "big four", sammen med Sacrifice, Voivod og Annihilator.

## Medlemmer
| - Bob Reid – Vokal (1989–1992, 1997–nu) - Dave Carlo – Guitar (1983–1992, 1997–nu) - Mike Campagnolo – Bas (1983–1987, 2005–2008, 2011–nu) - Rider Johnson - Trommer (2014–2018, 2019-nu) | - John Scheffel – vokal (1983–1984) - Shane Logan – vokal (1984) - Rob Anderson – vokal (1984) - Stace "Sheepdog" McLaren – vokal (1984–1989) - Adam Carlo – Bas (1988–1991, 2003–2005, 2008–2010) - John Armstrong – Bas (1991–1992, 1997–2002) - Mike 'M-Bro" Embro – Trommer (1983–1987) - Rob Mills – Trommer (1988–1992, 1998–2014) - Rich Oosterbosch – Trommer (1997) - Shareef "Reef" Hassanien – Trommer (2019) |

## Diskografi
| - Executioner's Song (1985) - Evil Invaders (1985) - Malicious Intent (1986) - Custom Killing (1987) - Violent Restitution (1988) - Shotgun Justice (1990) - Open Hostility (1991) - Decibels (1997) | - Armed & Dangerous (1984) - Live! Osaka Saikou (2016) - Escape the Fire (1984) - Exhumed (1994) |